# Antiblemma fulvipicta
Antiblemma fulvipicta är en fjärilsart som beskrevs av George Francis Hampson 1926. Antiblemma fulvipicta ingår i släktet Antiblemma och familjen nattflyn. Inga underarter finns listade i Catalogue of Life.